# Jachin Boazkerk (Urk)
De Jachin Boazkerk is een kerkgebouw van de Oud Gereformeerde Gemeenten in Nederland aan de Singel op Urk, in 1959 gebouwd naar een ontwerp van architect A.W. Helmink. De kerk heeft 1.650 zitplaatsen en is daarmee naar zitplaatsen gemeten de tweede kerk van dit kerkverband na de Mieraskerk in Krimpen aan den IJssel. De bakstenen zaalkerk heeft een ruim 25 meter hoge toren.

## Geschiedenis
In 1960 besloot de Christelijk gereformeerde kerk (die kerkten in de Eben-Haëzerkerk) een nieuwe kerk te bouwen. Bij het gereed komen van de kerk traden 42 leden uit de plaatselijke Christelijk Gereformeerde gemeente. In 1962 werd een beroep uitgebracht op ds. E. du Marchie van Voorthuysen. Deze wilde wel naar Urk komen, maar stelde als voorwaarde dat de gemeente dan moest toetreden tot de Oud Gereformeerde Gemeenten. Dit is ook gebeurd. De afgescheiden gemeenteleden keerden later terug naar de Eben-Haëzerkerk en noemden zich vrij oud gereformeerde gemeente.
De tweede predikant van de gemeente was ds. M. van de Ketterij die in 1978 naar de Jachin Boazkerk kwam. Hij was predikant geweest binnen de Gereformeerde Gemeenten in Nederland, maar was daar afgezet. Een deel van de gemeente kon zich niet vinden in de komst van deze omstreden predikant. Zij gingen afzonderlijke diensten beleggen, waarop in 1979 een Gereformeerde Gemeente in Nederland (Menorahkerk) geïnstitueerd werd.
In 2005 bleek het kerkgebouw van de Jachin Boazkerk te klein voor de (toen) 900 leden van de gemeente en werd het gebouw met een vleugel uitgebreid. In de nieuwe vleugel zijn 300 extra zitplaatsen aangebracht, waarvan ruim 100 op een galerij. In 2012 is de toren van de kerk ingrijpend gerestaureerd.
In 2019 is besloten de kerk opnieuw uit te breiden met 400 zitplaatsen. De kerk blijkt te klein voor de groeiende gemeente.
In 2021 werd een nieuw orgel met 27 registers geplaatst door de firma Consultare Orgelbouw. Een groot deel van het pijpwerk van dit orgel stamt uit 1859 en is afkomstig van een orgel van de Bossche orgelmakers J.J. Vollebregt & Zoon.